# Ernestine Christine Reiske
Ernestine Christine Reiske, született Müller (Kemberg, 1735. április 2. – Kemberg, 1798. július 27.) német író és műfordító.

## Élete
August Müller szuperintendens művelt leánya. 1764-től Johann Jakob Reiske filológus neje volt. Nagy tudással segítette férjét irodalmi munkásságában és sokat fordított görög irókból: Hellas (1779, 2 kötet), Zur Moral (1782) és Für deutsche Schönen (1786). Amikor Michaelis göttingeni tanár 1786-ban megtámadta Reiskét, neje védte megboldogult férjét. Lessinghez mélyebb vonzalom fűzte, mely azonban viszonzatlan maradt.